# Малаласекара, Гунапала Пийасена
Гунапа́ла Пийасе́на Малаласе́кара (синг. ගුණපාල මලලසේකර, 1899—1973) — известный буддист и буддолог, первый посол Цейлона (с 1983 — Шри Ланка) в Советском Союзе, представитель Цейлона в ООН.
Получил степени доктора философии и доктора литературы в Университете Лондона. Преподавал в колледжах Ананда (англ.) и Наландай Видьялайа (англ.) в Коломбо. Декан восточного факультета и профессор Университета Цейлона (англ., 1927—1957).
Во время работы в СССР выступал с лекциями в МГУ. В качестве посла в СССР способствовал Ю. Н. Рериху в возобновлении издания многотомной серии переводных и оригинальных буддийских текстов «Bibliotheca Buddhica». Результатом этого стал выход в свет в 1960 году «Дхаммапады» (в переводе В. Н. Топорова) — «Афоризмов Будды», являющихся частью буддийского палийского канона и настольной книгой ланкийских, бирманских и тайских буддистов.
Гунапала Пийасена Малаласекара — Президент-основатель Всемирного братства буддистов (1950), президент Цейлонского конгресса буддистов, почётный секретарь Общества изучения палийских текстов Шри-Ланки, главный редактор Энциклопедии буддизма (1927—57), составитель англо-сингальского словаря.